# تپه گرشاهی
تپه گرشاهی در شهرستان سلسله، بخش فیروزآباد، ۶۲۰ متری شمال روستای اصلانشاه واقع شده و این اثر در تاریخ ۲۲ اسفند ۱۳۸۵ با شمارهٔ ثبت ۱۸۲۵۱ به‌عنوان یکی از آثار ملی ایران به ثبت رسیده است.